# Saad Jassim S. Al-Hayani
Saad Jassim S. Al-Hayani (ur. w 1947 roku w Bagdadzie.) Iracki polityk, dyplomata. Posiada licencjat ekonomii i nauk politycznych Uniwersytetu w Bagdadzie. Jego dyplomatyczna kariera rozpoczęła w Ministerstwie Spraw Zagranicznych jako attaché ambasady Iraku w Paryżu, Senegalu i Libanie. Został następnie przeniesiony do Ministerstwa Rolnictwa. Od 1980 roku pracował na stanowisku dyrektora do spraw importu i eksportu produktów rolnych. Po opuszczeniu służby państwowej w 1988 roku, był sekretarzem generalnym firmy reklamowej Alafurat i członkiem zarządu firmy Alathmar. Obecnie szef działu Administracji i Finansów w Ministerstwie Spraw Zagranicznych. Jest żonaty i ma troje dzieci.